# 纯色秧鸡
纯色秧鸡（学名：Amaurolimnas concolor），是鹤形目秧鸡科的一种鸟类。
纯色秧鸡体重约133克，翼长约12.38厘米，喙宽度约3.5毫米，喙厚度约6.6毫米，嘴峰长约28.6毫米，跗蹠长约39.1毫米，尾长约47.8毫米。
纯色秧鸡是留鸟，栖息在森林的中低层，它们是食肉动物。

## 亚种
- Amaurolimnas concolor concolor，原分布在牙买加。已灭绝。
- Amaurolimnas concolor guatemalensis，分布在墨西哥南部至厄瓜多尔。
- Amaurolimnas concolor castaneus，分布在委内瑞拉至圭亚那、巴西、秘鲁东部和玻利维亚。[4]